# Spiros Marangos
Spiridon „Spiros” Marangos (gr. Σπύρος Μαραγκός, ur. 20 lutego 1967) – grecki piłkarz grający na pozycji pomocnika.

## Kariera klubowa
Karierę piłkarską Marangos rozpoczął w klubie Panionios GSS. W sezonie 1986/1987 zadebiutował w jego barwach w pierwszej lidze greckiej, a od następnego grał w podstawowym składzie przez 2,5 roku.
Na początku 1990 roku Marangos podpisał kontrakt z Panathinaikosem Ateny. W pierwszym sezonie gry w Panathinaikosie został mistrzem Grecji i stał się podstawowym zawodnikiem tej drużyny. W 1991 roku wywalczył dublet - mistrzostwo oraz Puchar Grecji. To drugie trofeum zdobywał także trzykrotnie z rzędu w latach 1993–1995. W 1995 roku został też po raz drugi mistrzem Grecji, a w 1996 - po raz trzeci. W 1996 roku dotarł z Panathinaikosem do półfinału Pucharu Mistrzów.
W 1997 roku Marangos po stracie miejsca w składzie Panathinaikosu odszedł do PAOK-u Saloniki. Tam też Grek spędził dwa lata. W 1998 roku trafił na Cypr, do Omonii Nikozja. Po roku gry w Omonii wrócił na sezon do PAOK-u, by latem 2000 przejść do cypryjskiego APOEL-u Nikozja. W 2002 roku wywalczył z APOEL-em mistrzostwo i Superpuchar Cypru. Po tych sukcesach zakończył karierę piłkarską.
| Sezon   | Klub             | Kraj   | Rozgrywki     | Mecze | Bramki |
| ------- | ---------------- | ------ | ------------- | ----- | ------ |
| 1986/87 | Panionios GSS    | Grecja | Alpha Ethniki | 9     | 0      |
| 1987/88 | Panionios GSS    | Grecja | Alpha Ethniki | 22    | 0      |
| 1988/89 | Panionios GSS    | Grecja | Alpha Ethniki | 24    | 0      |
| 1989/90 | Panionios GSS    | Grecja | Alpha Ethniki | 11    | 1      |
| 1989/90 | Panathinaikos AO | Grecja | Alpha Ethniki | 20    | 1      |
| 1990/91 | Panathinaikos AO | Grecja | Alpha Ethniki | 30    | 0      |
| 1991/92 | Panathinaikos AO | Grecja | Alpha Ethniki | 31    | 4      |
| 1992/93 | Panathinaikos AO | Grecja | Alpha Ethniki | 33    | 3      |
| 1993/94 | Panathinaikos AO | Grecja | Alpha Ethniki | 28    | 1      |
| 1994/95 | Panathinaikos AO | Grecja | Alpha Ethniki | 29    | 4      |
| 1995/96 | Panathinaikos AO | Grecja | Alpha Ethniki | 26    | 4      |
| 1996/97 | Panathinaikos AO | Grecja | Alpha Ethniki | 2     | 0      |
| 1996/97 | PAOK FC          | Grecja | Alpha Ethniki | 20    | 4      |
| 1997/98 | PAOK FC          | Grecja | Alpha Ethniki | 31    | 5      |
| 1998/99 | Omonia Nikozja   | Cypr   | Division A    | 31    | 5      |
| 1999/00 | PAOK FC          | Grecja | Alpha Ethniki | 25    | 1      |
| 2000/01 | APOEL Nikozja    | Cypr   | Division A    | 23    | 3      |
| 2001/02 | APOEL Nikozja    | Cypr   | Division A    | 21    | 1      |

## Kariera reprezentacyjna
W reprezentacji Grecji Marangos zadebiutował 25 stycznia 1989 w przegranym 1:2 towarzyskim spotkaniu z Portugalią. W 1994 roku został powołany przez selekcjonera Alkietasa Panaguliasa do kadry na Mistrzostwa Świata w USA. Tam wystąpił we dwóch spotkaniach: przegranych po 0:4 z Argentyną i Bułgarią. Do 1995 roku rozegrał w kadrze narodowej 26 meczów.